# جيف كيلي (لاعب كرة قدم أمريكية)
جيف كيلي (بالإنجليزية: Jeff Kelly)‏ هو لاعب كرة قدم أمريكية أمريكي، ولد في 7 سبتمبر 1979 في ديير بارك في الولايات المتحدة.

## وصلات خارجية
- جيف كيلي على موقع مرجع كرة القدم المحترفة.كوم (الإنجليزية)
- جيف كيلي على موقع JustSportsStats.com (الإنجليزية)